# Ob’ Passage
Die Ob’ Passage (englisch, russisch Проход Обь Prochod Ob, deutsch ‚Ob-Durchgang‘) ist eine 600 m breite Meerenge an der Küste des ostantarktischen Königin-Marie-Lands. Sie verläuft zwischen Khmara Island und dem Mabus Point.
Die Entdeckung geht auf Teilnehmer der Australasiatischen Antarktisexpedition (1911–1914) unter der Leitung des australischen Polarforschers Douglas Mawson zurück. Sowjetische Wissenschaftler nahmen 1956 eine Kartierung sowie die Benennung vor. Namensgeber ist das Forschungsschiff Ob. Das Advisory Committee on Antarctic Names übertrug diese Benennung 1961 ins Englische.